# Władcy Jemenu

## Imamowiezajdytów
- Al-Hadi ila al-Hakk (897–911)
- Muhammad al-Murtada (911–912)
- An-Nasir li-Din Allah Ahmad (913–933)
- Al-Mansur Jahja Ibn Ahmad (933–956)

okres bez imama
- Jusuf Ibn Jahja (968–1012)
- Al-Mansur billah al-Kasim (998–1003)
- Al-Mahdi li-Din Allah al-Husajn (1010–1013)

okres bez imama
- Dżafar Ibn al-Kasim (w imieniu swojego brata Al-Mahdiego al-Husajna) (ok. 1022 – po 1045)
- Abu Haszam al-Hasan Ibn Abd ar-Rahman (1035–1039)
- Ad-Dajlami (1045–1052/1053)

okres bez imama
- Hamza Ibn Abi Haszim al-Hasan (1066)
- Al-Kasim Ibn Dżafar Ibn al-Kasim (1067–1068)
- Muhammad Ibn Dżafar (?–1085)
- Dżafar Ibn Muhammad (1085–?)
- Abu Talib Jahja (1117)
- Ali Ibn Zajd (1136)
- Al-Mutawakkil Ahmad (1137–1170)

okres bez imama
- Al-Mansur billah Abd Allah (1187/1188–1217)
- An-Nasir li-Din Allah Muhammad Ibn Abd Allah (1217–1226)

okres bez imama
- Al-Mahdi li-Din Allah Ahmad Ibn al-Husajn (1248–1258)
- Al-Mansur billah al-Hasan Bard ad-Din (1259–1272)
- Jahja Ibn Muhammad Ibn Ahmad (1261–?)
- Al-Mahdi li-Din Allah Ibrahim Ibn Ahmad (1272–1276)
- Al-Mutawakkil ala illah al-Mutahhar Ibn Jahja (1276–1298)
- Al-Mahdi li-Din Allah Muhammad (1298–1328)
- Jahja Ibn Hamza al-Alawi (1329–1344)
- Al-Mahdi Ali (1349–1372)
- An-Nasir Salah ad-Din (1372–1391)
- Al-Mahdi li-Din Allah Ahmad Ibn Jahja (1391–1392)
- Ali Ibn Salah ad-Din (1392–1433)

okres walki o imamat pomiędzy wieloma rywalami
- Al-Hadi Izz ad-Din (1491–1495)
- Hasan Ibn Izz ad-Din (1495–1523)
- Al-Mansur billah Muhammad Ibn Ali (?–1514)
- Al-Mutawakkil ala Illah Jahja (1506–1547)
- Al-Mutahhar (1547–1572)
- An-Nasir li-Din Allah al-Hasan Ibn Ali (?–1596/1597)

## Dynastia Ajjubidów(1173–1229)
- al-Muazzam Szams ad-Din Turan Szah (1173–1181)
- al-Aziz Zahir ad-Din Tughtigin (1181–1197)
- Al-Mu’izz Isma’il (1197–1202)
- An-Nasir Ajjub (1202–1214)
- Al-Muzaffar Sulajman (1214–1215)
- Al-Masud Jusuf (1215–1229)

## Dynastia Rasulidów (1229–1454)
- Umar I al Mansur (1229–1250)
- Ahmad III (1248–1258)
- Jusuf II al-Muzaffar (1250–1295)
- Umar II al-Ashfar Mumahhid adDin (1295–1296)
- Dawud I al-Muayyad Hizabr adDin (1296–1322)
- Ali II al-Mujahid Sayf adDid (1322–1363)
- al-Abbas I al-Afdal Dirgham adDin (1363–1377)
- Ismail I al Aszraf (1377–1400)
- an-Nasir Salah ad-Din Ahmad IV (1400–1424)
- al-Mansur Abdullah II (1424–1427)
- al-Aszraf Ismail II (1427–1428)
- Jahja V al-Zahir (1428–1440)
- Ismail III al-Aszraf (1440–1442)
- al-Muzaffar Jusuf III (1442–1450)
- al-Afdal Muhammad IV (1442) (w opozycji)
- Ahmad IV an-Nasir (1442) (w opozycji)
- al-Masud Salha I ad-Din i al-Mu’ajjad al-Husajn II (1450–1454)

## Dynastia Tahiridów (1454–1517)
- az-Zafir Amir I Salha ad-Din (1454–1460)
- Ali II al-Mujahid ad-Din (1454–1478)
- al-Mansur Abdal I Wahhab Tadż Ad-Din (1478–1489)
- az-Zafir Amir II Salah ad-Din (1489–1517)

## Imamowie zajdytów z dynastii Kasimidów
- Al-Mansur billah al-Kasim Ibn Muhammad (1597–1620)
- Al-Mu’ajjad billah Muhammad (1620–1644)
- Al-Mutawakkil ala Illah Isma’il (1644–1676)
- Al-Mahdi li-Din Allah Ahmad Ibn al-Hasan (1676–1681)
- Al-Mu’ajjad billah Muhammad Ibn Al-Mutawakkil (1681–1686)
- Al-Mahdi Muhammad (1687–1718)
- Al-Kasim IV al-Mutawakkil (1716–1726)
- Al-Husajn III al-Mansur (1728–1747)
- Al-Mahdi Abbas (1748–1775)
- Ali IV al-Mansur (1776–1806)
- Ahmad VI al-Mahdi (1806–1808)
- Ahmad VII (1808–1816)
- Abdullah III (1816–1835)
- Ali V (1835–1837)
- Abdullah IV (1837–1840)
- Muhammad VIII (1840–1844)
- Ali V (1844–1845) (ponownie)
- Muhammad IX (1845–1849)
- Ali V (1849–1850) (ponownie)
- Abbas IV (1850)
- Ghalib I (1850–1857)
- Ali V (1857) (ponownie)

wojna domowa 1857-1872

### Kasimidzi (1879-1926)
do 1918 w opozycji do kontrolujących kraj Turków
- Al-Hadi Szaraf ad-Din (1879–1890)
- Muhammad Ibn Jahja Hamid ad-Din (1890–1904)
- Jahja Muhammad Hamid ud-Din (1904–1926)

## Królowie Jemenu
- Jahja Muhammad Hamid ud-Din (1926-1948)
- Ahmad ibn Jahja (1948-1962)
- Muhammad XI al-Badr (1962) (do 1970 – tytularnie, na wygnaniu w Arabii Saudyjskiej)